# Escadron de bombardement 2/94 Marne
L'escadron de bombardement 2/94 Marne est une ancienne unité de combat de l'Armée de l'air française qui volait sur le bombardier stratégique biréacteur Dassault Mirage IVA.
Créé le 13 septembre 1965, l'escadron a été dissous sur sa base de Saint-Dizier le 1er juillet 1988.

## Escadrilles
- VB107
- BR126

## Bases
- Base aérienne 113 Saint-Dizier-Robinson (1965-1988)

## Appareils
- Dassault Mirage IVA

## Sources
- Henri GUYOT, « Traditions des escadrilles de l'Armée de l'air », sur traditions-air.fr (consulté le 2 juin 2023)
- « Escadron de Bombardement 2/94 », sur anfas.free.fr (consulté le 2 juin 2023)